# Chlorops fulviceps
Chlorops fulviceps är en tvåvingeart som beskrevs av Roser 1840. Chlorops fulviceps ingår i släktet Chlorops och familjen fritflugor. Inga underarter finns listade i Catalogue of Life.